# مركز باهن لتكنولوجيا المعلومات

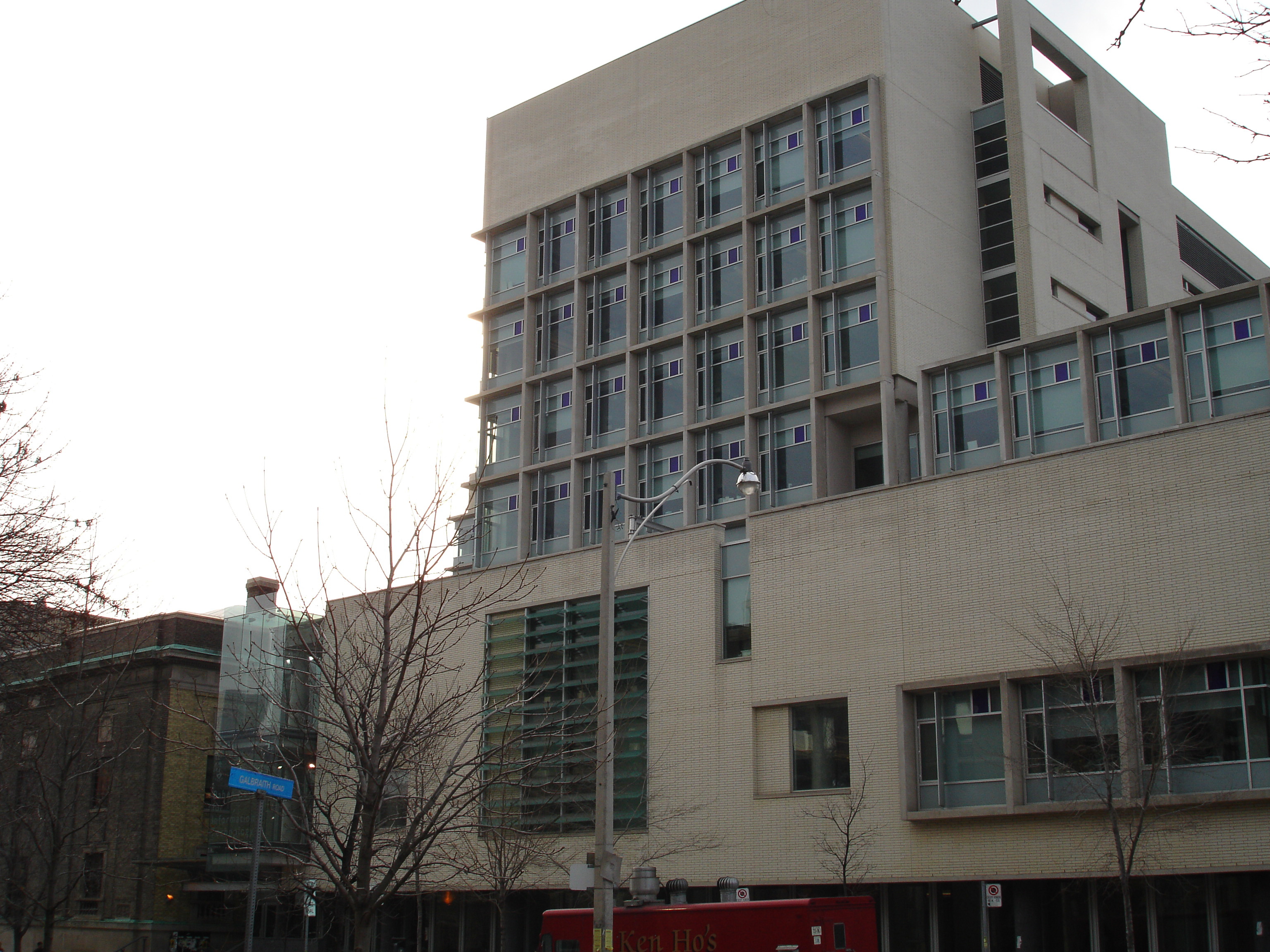
صورة لمركز باهن.

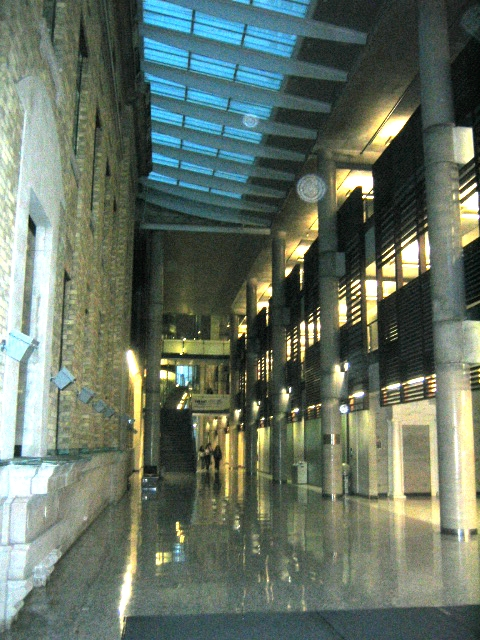
صورة لمركز باهن من الداخل.

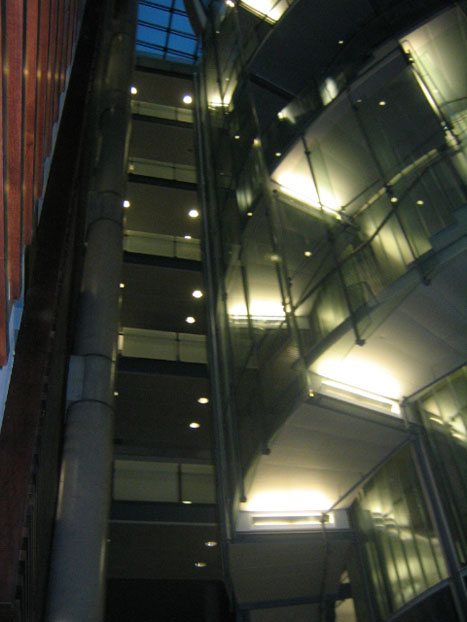
البحث في مركز باهن.

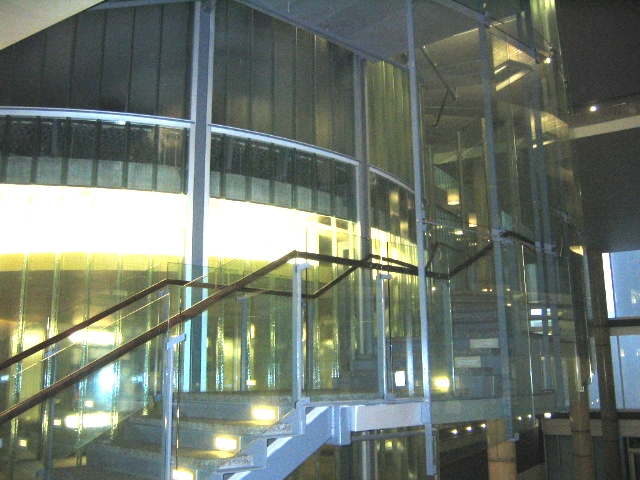
بناء الدرج ، الطابق الثالث.

مركز باهن لتكنولوجيا المعلومات هو مبنى في حرم سانت جورج بجامعة تورنتو . تم وصف المركز بأنه «مرفق حديث لتعليم متخصصي تكنولوجيا المعلومات في الهندسة الكهربائية وهندسة الحاسبات، وعلوم الكمبيوتر، وبحوث تكنولوجيا المعلومات». وبالتالي، يتم استخدامه بشكل أساسي من قبل كلية العلوم التطبيقية والهندسة، قسم علوم الكمبيوتر وقسم الرياضيات . 
يحتوي المبنى المكون من 8 طوابق على 50 مختبرًا، و10 قاعات محاضرات، و13 درسًا تعليميًا، و9 قاعات دراسية، وحوالي 300 مكتب. لذلك يعتبر المركز موطن لمعهد تكنولوجيا الاتصالات الناشئة (معهد نورتل نيتووركس سابقًا).

## روابط خارجية
- مشاريع جامعة تورنتو كابيتال: مركز باهن لتكنولوجيا المعلومات
- Marco Polo (يناير 2003). "Green Giant". Canadian Architect. مؤرشف من الأصل في 2019-12-13. اطلع عليه بتاريخ 2007-03-03.
- مركز Bahen لتقنية المعلومات تورونتو كندا